# Перу (Индијана)
Перу (енгл. Peru) град је у америчкој савезној држави Индијана.

## Демографија
По попису из 2010. године број становника је 11.417, што је 1.577 (-12,1%) становника мање него 2000. године.
| Група             | 2000.          | 2010.          |
| Белци             | 11.972 (92,1%) | 10.451 (91,5%) |
| Афроамериканци    | 383 (2,9%)     | 280 (2,5%)     |
| Азијати           | 56 (0,4%)      | 47 (0,4%)      |
| Хиспаноамериканци | 172 (1,3%)     | 274 (2,4%)     |
| Укупно            | 12.994         | 11.417         |